# Marange-Zondrange
Marange-Zondrange är en kommun i departementet Moselle i regionen Grand Est (tidigare regionen Lorraine) i nordöstra Frankrike. Kommunen ligger i kantonen Faulquemont som tillhör arrondissementet Boulay-Moselle. År 2022 hade Marange-Zondrange 371 invånare.

## Befolkningsutveckling
Antalet invånare i kommunen Marange-Zondrange
| Referens: INSEE |